# Crinodendron brasiliense
Crinodendron brasiliense là một loài thực vật có hoa trong họ Côm. Loài này được Reitz & L.B.Sm. mô tả khoa học đầu tiên năm 1958.